# Callan
Callan (iriska: Callain) är en ort i republiken Irland.   Den ligger i grevskapet Kilkenny och provinsen Leinster, i den centrala delen av landet, 120 km sydväst om huvudstaden Dublin. Antalet invånare är 2 330.